# Hyphobasidiofera
Гифобазидиофера (лат. Hyphobasidiofera) — род грибов из отдела Базидиомикота (Basidiomycota).

## Описание
Плодовые тела однолетние, очень мелкие (обычно менее полумиллиметра в диаметре), возникающие во множестве поверх паутинистой (иногда почти незаметной) подстилки, белые. Синнематы разделены на рыхлую порошащую головку (базидиальные кластеры) и очень рыхлый сужающийся мицелиальный стебелек.
Гифальная система мономитическая, на гифах имеются пряжки. Цистиды отсутствуют. Споры эллипсоидной или овальной формы, с заметными стенками, симметрично расположены на 4 стеригмах длинных сужающихся к вершине базидийнеамилоидные.
Представители рода — сапротрофы, большей частью произрастающие на гниющей коре и листьях.